# Satsumasendai
Satsumasendai (薩摩川内市, Satsumasendai-shi) est une ville située dans la préfecture de Kagoshima, au Japon.

## Géographie

### Situation
La ville de Satsumasendai est située dans le nord-ouest de la préfecture de Kagoshima, sur l'île de Kyūshū, au Japon. Elle possède une façade maritime en mer de Chine orientale.

### Démographie
Lors du recensement de 2020, la population de Satsumasendai s'élevait à 92 403 habitants répartis sur une superficie de 682,92 km2.

## Histoire
Satsumasendai a acquis le statut de ville en 2004. Les îles Koshikishima en dépendent administrativement.

## Transports
Satsumasendai est desservie par la ligne Shinkansen Kyūshū (gare de Sendai). La ville est aussi desservie par les lignes classiques Kagoshima et Hisatsu Orange Railway.